# Sant Pere de Vivelles
Sant Pere de Vivelles és una església barroca de Palafolls (Maresme) inclosa a l'Inventari del Patrimoni Arquitectònic de Catalunya.

## Descripció
És una ermita situada al veïnat de Vivelles, molt a prop de Sant Genís de Palafolls. S'hi accedeix des de la carretera N-II de Girona, al tram de Malgrat a Tordera, davant del camí que mena a la urbanització de Mas Carbó.

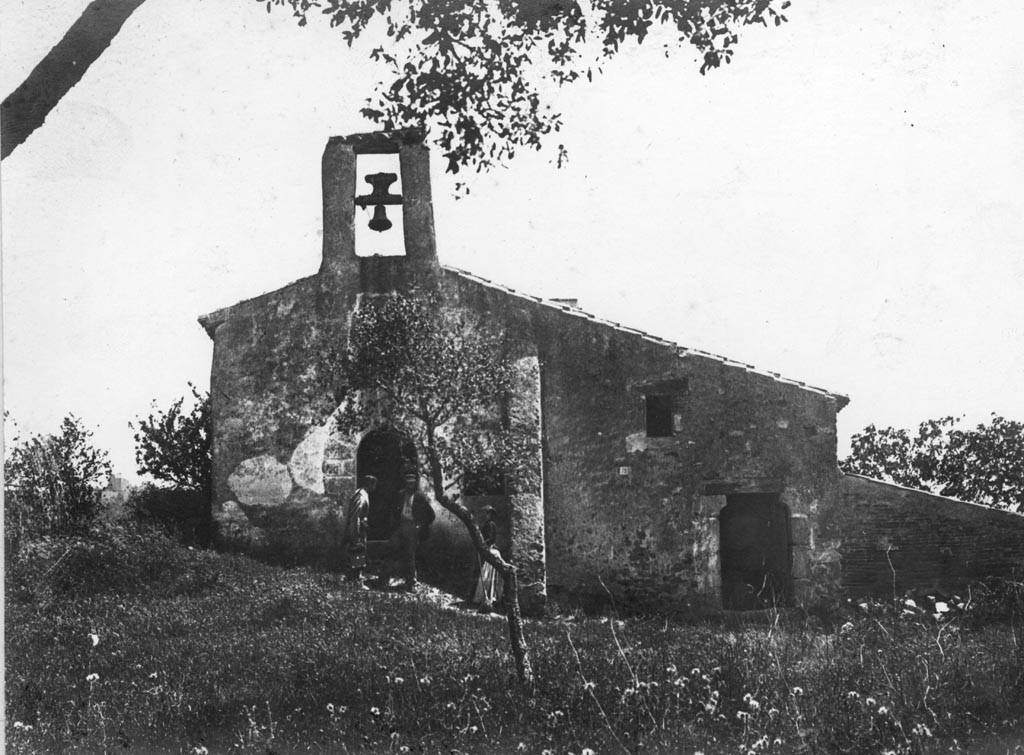
Sant Pere de Vivelles abans del 1924

 L'ermita es troba dins una propietat que actualment és privada. És d'una sola nau, originàriament, on s'hi ha adossat un nou cos, probablement la casa del sagristà. La façana és senzilla amb porta principal d'arc amb pedres adovellades com les portes de moltes masies de la zona. Sembla que hi havia un magnífic altar d'estil plateresc i una taula de rajoles esmaltades de colors representant a Sant Pere en actitud de beneir.
Actualment està en estat ruïnós i d'abandó. El veí propietari de la finca contigua n'ha tancat el camí.